# Zygomyia brasiliana
Zygomyia brasiliana är en tvåvingeart som beskrevs av Lane 1947. Zygomyia brasiliana ingår i släktet Zygomyia och familjen svampmyggor. Inga underarter finns listade i Catalogue of Life.